# هاري جاي لينكولن
هاري جاي لينكولن (بالإنجليزية: Harry J. Lincoln)‏ هو ملحن أمريكي، ولد في 13 أبريل 1878، وتوفي في 1937.

## وصلات خارجية
- هاري جاي لينكولن على موقع ميوزك برينز (الإنجليزية)
- هاري جاي لينكولن على موقع ديسكوغز (الإنجليزية)